# Pop-under
Das Pop-under beschreibt eine abgewandelte Form des Pop-up-Fensters. Im Gegensatz zum im Vordergrund aufspringenden Pop-up wird das Pop-under vom Webbrowser im Hintergrund geöffnet, so dass man es oft zunächst nicht sieht. Das Pop-under wird meist erst dann bemerkt, wenn die aktuell betrachtete Seite wieder geschlossen wird.
Oft beruht der Effekt des Pop-unders einfach darauf, dass die eigentlich aufgerufene Website in den Vordergrund springt und so das Pop-under überdeckt. Auf Grund einfach funktionierender Pop-up-Blocker und einer damit abnehmenden Gegnerschaft erlebt das Pop-under mittlerweile wieder eine Renaissance. Einfache Pop-unders werden allerdings von Pop-up-Blockern gleichsam mit erfasst und gesperrt.

## Weblink
- Pop-under bei mediensprache.net